# Pampilhosa da Serra
Pampilhosa da Serra község és település Portugáliában, Coimbra kerületben. A település területe 396,46 négyzetkilométer. Pampilhosa da Serra lakossága 4481 fő volt a 2011-es adatok alapján. A településen a népsűrűség 11 fő/ négyzetkilométer.

## Települései
A község a következő településeket foglalja magába, melyek:
- Cabril
- Dornelas do Zêzere
- Fajão - Vidual
- Janeiro de Baixo
- Pampilhosa da Serra
- Pessegueiro
- Portela do Fojo - Machio
- Unhais-o-Velho

## Fordítás
- Ez a szócikk részben vagy egészben  a   Pampilhosa da Serra című angol Wikipédia-szócikk ezen változatának fordításán alapul.  Az eredeti cikk szerkesztőit annak laptörténete sorolja fel. Ez a jelzés csupán a megfogalmazás eredetét és a szerzői jogokat jelzi, nem szolgál a cikkben szereplő információk forrásmegjelöléseként.